# San Isidro (Chihuahua)
San Isidro es una localidad del estado mexicano de Chihuahua. Es parte del municipio de Juárez.

## Toponimia
El nombre de la localidad hace referencia al santo patrono de la localidad: Isidro Labrador.

## Demografía
| Gráfica de evolución demográfica |
|                                  |

| Censo | Población |
| ----- | --------- |
| 1930  | 547       |
| 1940  | 779       |
| 1950  | 971       |
| 1960  | 976       |
| 1970  | 1 402     |
| 1980  | 1 708     |
| 1990  | 2 115     |
| 2000  | 3 126     |
| 2010  | 3 483     |
| 2020  | 2 065     |